# Historie elektrifikace Kadaně

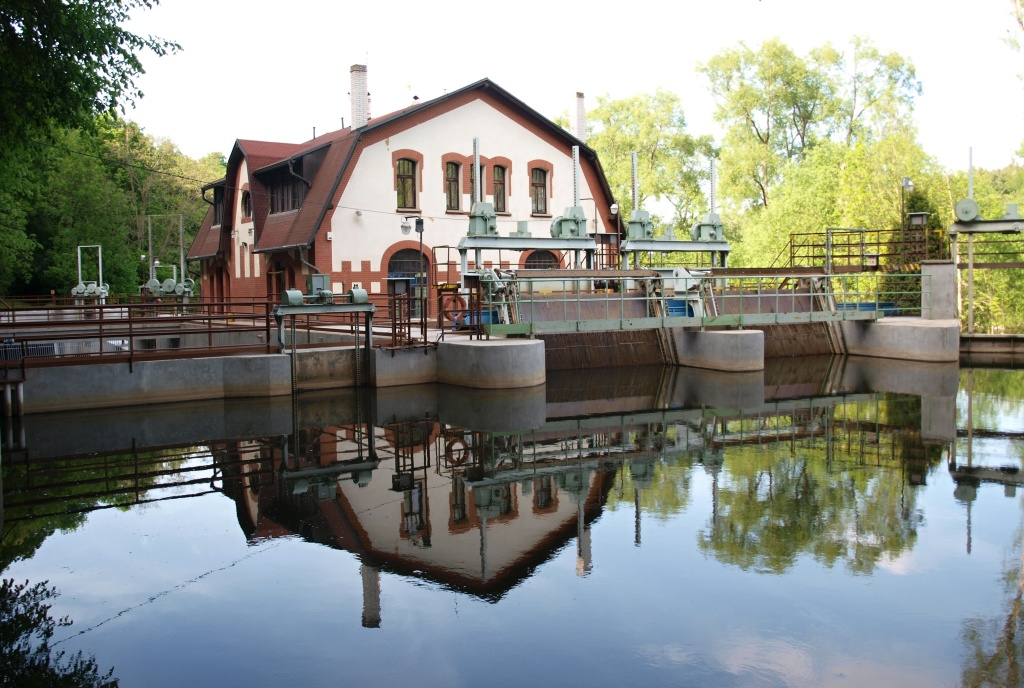
Malá vodní elektrárna Želina

Elektrifikace Kadaně je proces, který započal v roce 1902 podle návrhu městské rady z roku 1902 na zřízení vodní elektrárny u obce Želina na řece Ohři nedaleko Kadaně. Celý projekt vodní elektrárny byl předložen ve třech variantách 22. března 1905 Dr. Martinem Kriegrem.

## Vodní elektrárna v Želině u Kadaně

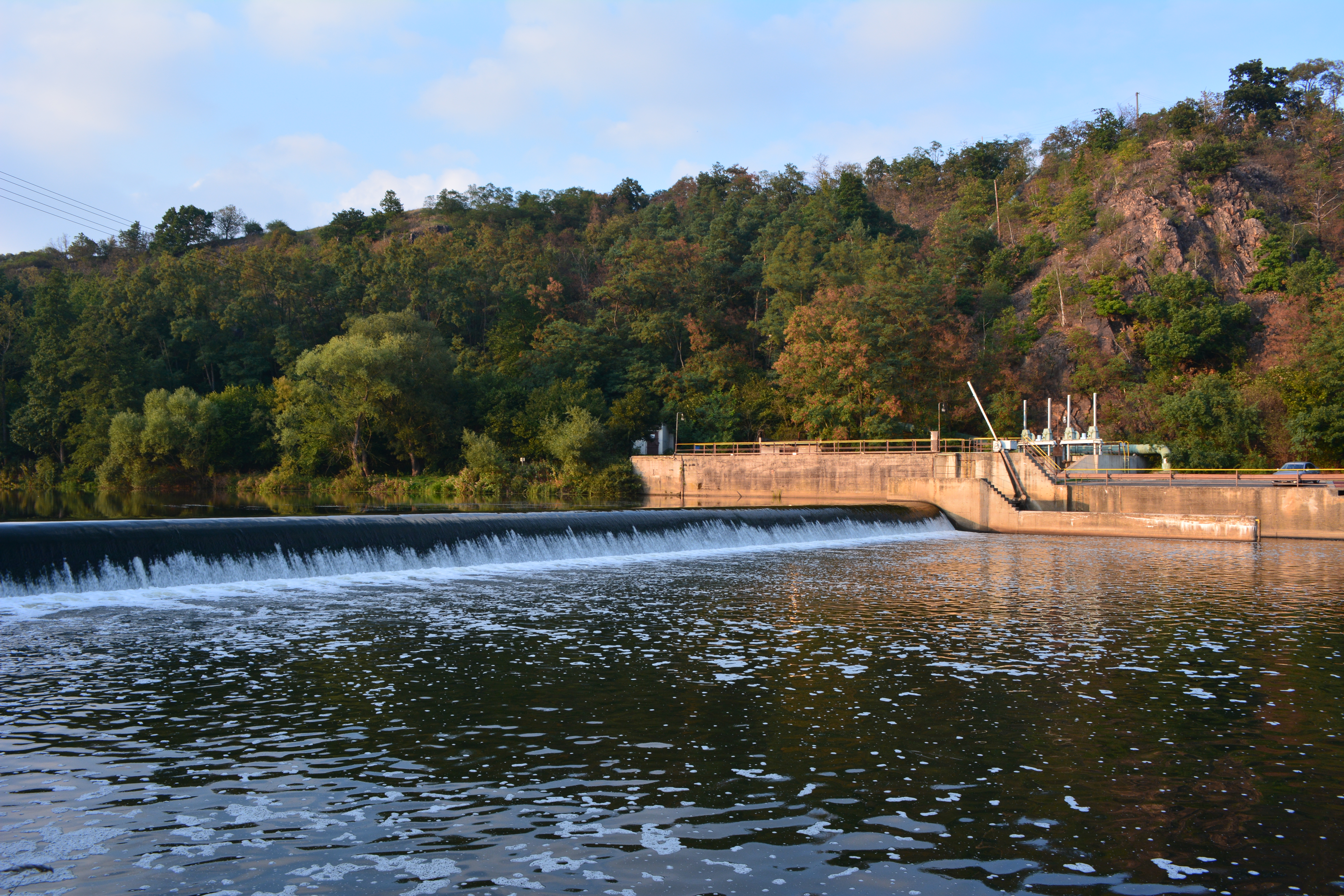
Jez Želina

Vodní elektrárnu v Želině začalo město stavět v roce 1905 a dokončena byla v roce 1908. Ve dvou kašnách byly umístěny dvojité Francisovy turbíny, každá o výkonu 294 kW, které poháněly dva generátory. Vodu na turbíny přiváděl 173 metrů dlouhý tunel od želinského jezu. Celý projekt stál v té době zhruba 700 000 rakouských korun. Současně s celou stavbou byl přijat i plán rozvodu elektrické energie po Kadani a jejím okolí, včetně rozvodu městského veřejného osvětlení.
V padesátých letech 20. století došlo k zastavení výroby elektrické energie a elektrárna byla ponechána svému osudu, protože byla nahrazena výkonnější vodní elektrárnou v Lomazicích, která ale dnes již neextistuje.
Malá vodní elektrárna Želina ale mezitím chátrala, byla totiž ponechána svému osudu, a to jak samotná stavba, tak i její technické vybavení. Prakticky byla znovu uvedena do provozu v roce 1991, kdy bylo rozhodnuto o její obnově. Znovuzprovoznění se dočkala v roce 1995, přičemž nejdříve proběhla rekonstrukce jezu Želina a poté celé malé vodní elektrárny. Obě původní dvojité Francisovy turbíny byly repasovány a nově instalovány na původní místo. Celkové náklady vynaložené na stavbu nového jezu, jezové klapky, stavidel na vtoku do kanálu a rekonstrukci vlastní elektrárny, včetně jejího vybavení činily na 55 milionů korun.

## Městská dieselová elektrárna a rozvodna
V letech 1908 až 1910 bylo v Kadani instalováno celkem šest transformátorových stanic. Kromě nejbližších vesnic kolem Kadaně uzavřelo město smlouvy o dodávkách elektrické energie s obcemi Mašťov, Radonice, Hradec u Kadaně, Vinaře a Blov. Do roku 1913 bylo připojeno do rozvodné sítě celkem třináct obcí v regionu. Kvůli velké poptávce po elektrické energii se rozhodlo o vybudování další elektrárny, tentokrát dieselové, která by jako pomocný zdroj pokryla spotřebu při nedostatku vody v Ohři. Stavba této vodní elektrárny započala v roce 1913. V roce 1918 již rozvodná síť obsluhovala tři města, čtyři průmyslové zóny a třináct vesnic s celkovou délkou 38 km. Elektrárna měla celkový výkon 375 kWh. V budově se dále nacházela rozvodna, cejchovna elektroměrů Landys a Gyr, navijárna motorů a dva byty pro zaměstnance. Dnes již tento objekt neslouží svému účelu.

## Lomazická elektrárna

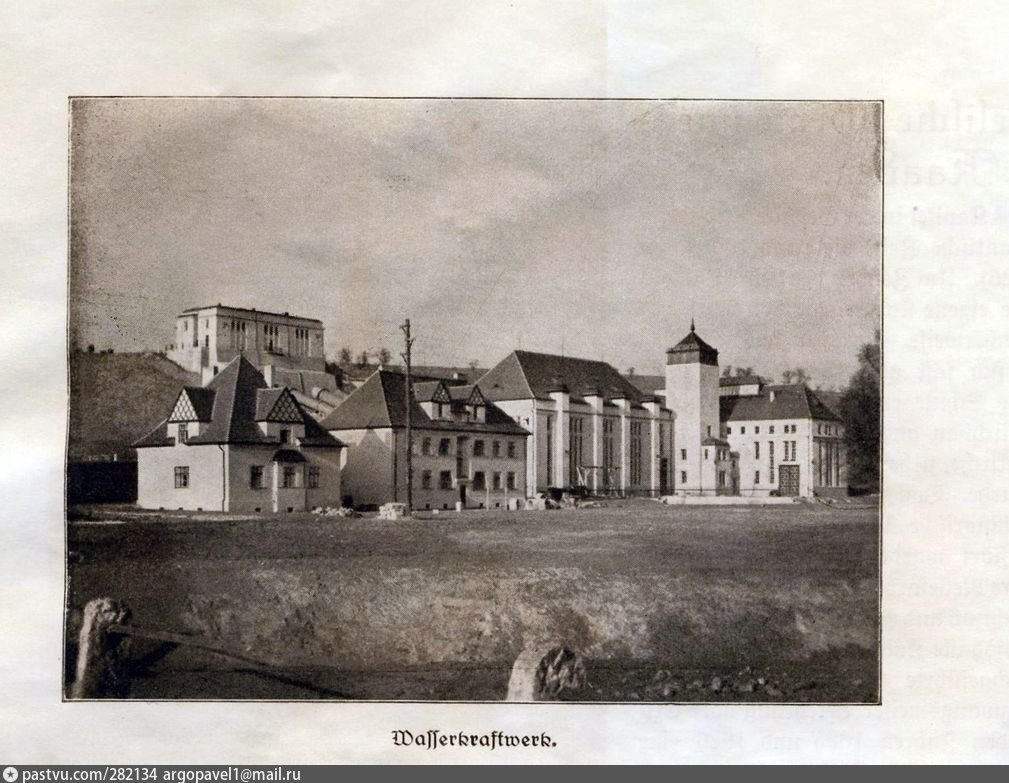
Vodní elektrárna v Lomazicích

Elektrická energie se díky industrializaci regionu začala stávat nedostatkovou, proto se rozhodla městská rada pro vybudování daleko větší vodní elektrárny v Lomazicích. V roce 1919 se začala celá stavba realizovat, nejprve postavením 5 kilometrů dlouhého tunelu vedoucího z Želinské elektrárny do Lomazic. Jednotlivé turbíny elektrárny byly spouštěny postupně a celá stavba se protáhla až do roku 1925. Lomazický tunel byl ražen italskými baraby.  
Dozorem nad celou stavbou byl pověřen vedoucí městský inženýr Jan Lungwirt. Lomazická elektrárna se dnešních dnů nedochovala kvůli zatopení obce Lomazice, na jejímž katastru se dnes nachází Nechranická přehrada. 
| 1908   | 1912    | 1920    | 1924    | 1925     | 1926     |
| ------ | ------- | ------- | ------- | -------- | -------- |
| 32 MWh | 115 MWh | 196 MWh | 690 MWh | 1073 MWh | 8000 MWh |

## Městská rozvodná síť

### Transformátorová stanice Střelnice

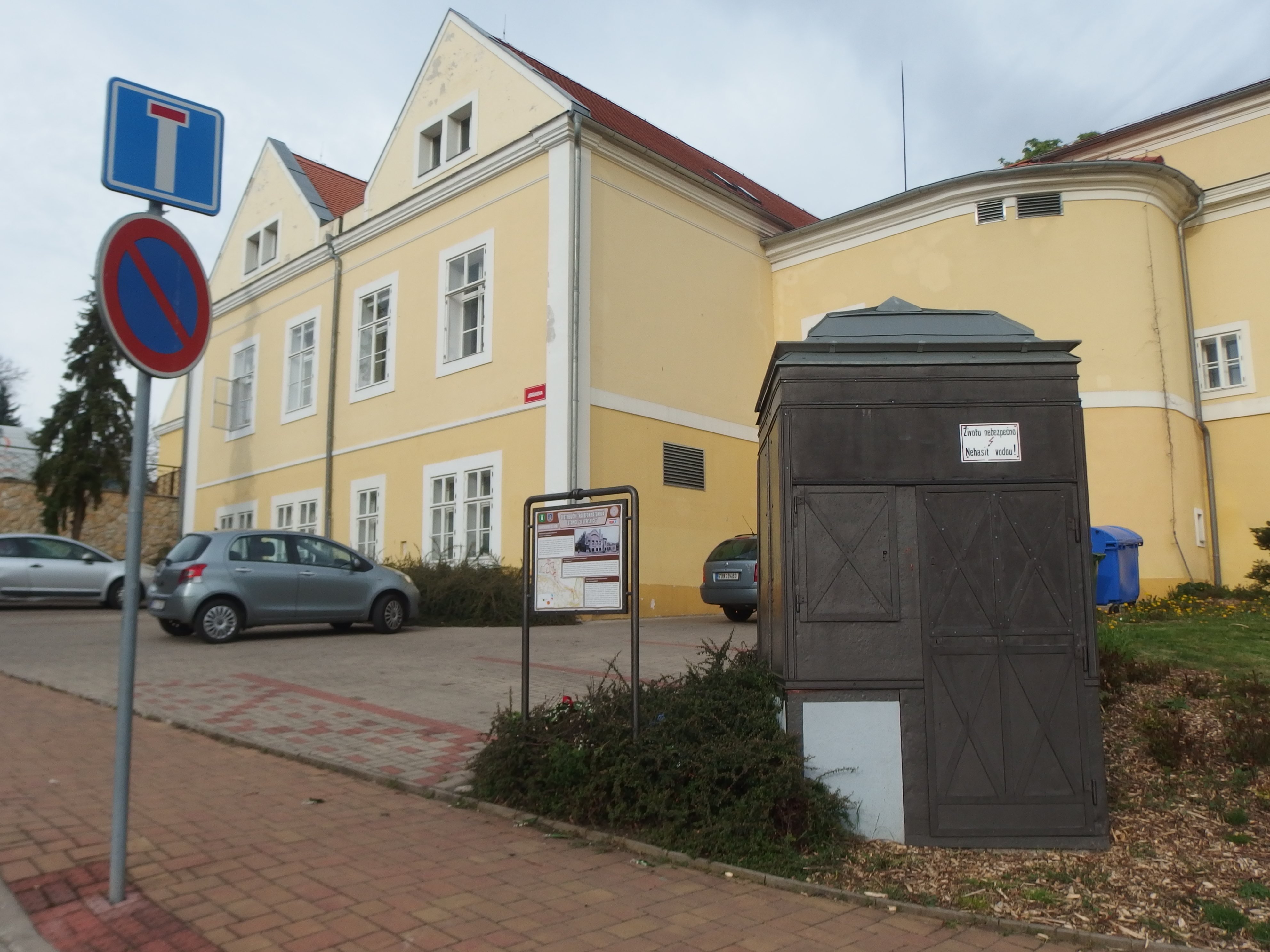
Trafostanice u KD Střelnice

Tato transformátorová stanice byla zbudována v roce 1908 a hlavním účelem bylo zásobování elektrickou energií kulturní dům Střelnice. Stanice byla vybavena původním transformátorem 3 × 5000 V na 3 × 220 V, měřící deskou, vypínači a pojistkami. Stanice tohoto typu se ve městě vyskytovalo celkem pět, avšak tato jediná u kulturního domu Střelnice se dochovala.  

### Transformátorová stanice Viadukt

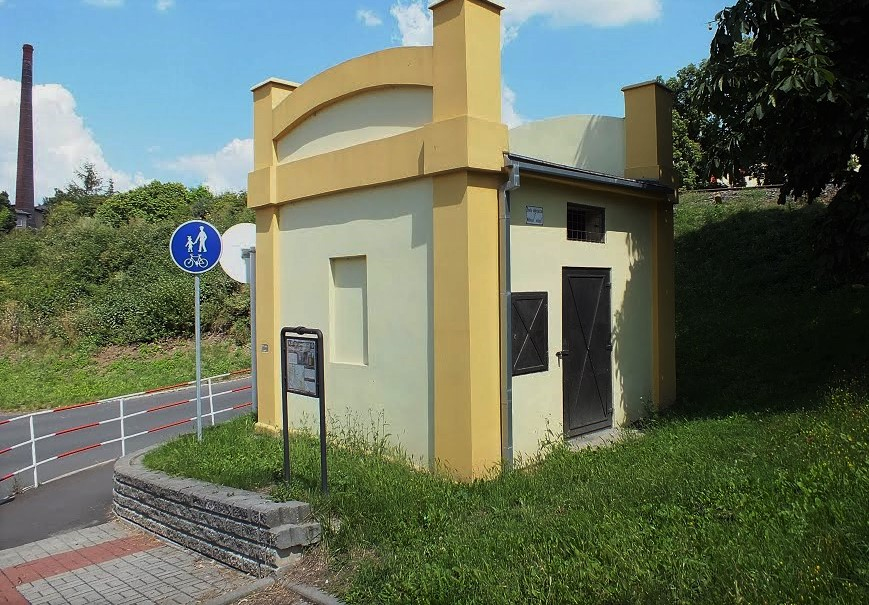
Trafostanice ve Skalní ulici

Stanic tohoto typu bylo v Kadani v roce 1908 postaveno celkem šest. Sloužily jako rozvod střídavého proudu a napětí o 3 × 5000 V a 3 × 220 V. Společně napájely 136 veřejných osvětlovacích lamp, 27 motorů živnostníků a 5000 žárovek v domácnostech. Žárovky pro domácnost měly nápis OSRAM-KAADEN a speciální závit. Tak se město alespoň ze začátku vyhnulo používání nákladných elektroměrů. Poslední dochovaná distribuční stanice se nachází ve Skalní ulici.

## EHD a industriální památky Kadaně
Každoročně se v rámci Dnů evropského dědictví (EHD) koná i Den památek techniky a průmyslového dědictví, kdy je možné navštívit vybrané technické památky v Kadani. Návštěvníci mají možnost nahlédnout do vnitřních prostorů Želinské elektrárny, do městské dieselové elektrárny a rozvodny a prohlédnout si i obě dochované trafostanice.